# Михайлишин, Александр Константинович
Александр Константинович Михайлишин (род. 24 февраля 1986, Москва) — российский хоккеист, защитник.

## Биография
Воспитанник — ЦСКА, выпускник московского «Спартака». В сезонах 2000/01 — 2005/06 играл за «Спартак-2», в сезоне 2004/05 провёл 6 матчей в Суперлиге за «Спартак». В сезоне 2006/07 выступал за «Южный Урал» в высшей лиге и «Крылья Советов-2» в первой лиге, после чего завершил профессиональную карьеру.
Играл за юношеские сборные России. На драфте НХЛ 2003 года был выбран в 5-м раунде под общим 155-м номером клубом «Нью-Джерси Девилз».